# ヴェスティニェ
ヴェスティニェ（伊: Vestignè）は、イタリア共和国ピエモンテ州トリノ県にある、人口約800人の基礎自治体（コムーネ）。

## 地理

### 位置・広がり

#### 隣接コムーネ
隣接するコムーネは以下の通り。
- アルビアーノ・ディヴレーア
- ボルゴマジーノ
- カラヴィーノ
- イヴレーア
- ストランビーノ
- ヴィスケ